# Enna Bassa
Enna Bassa è la seconda area urbana della città di Enna. Si differenzia dal centro storico di Enna alta perché posta a circa 250 m più in basso di altitudine rispetto al nucleo storico. La sua struttura e il suo sviluppo ne fanno ormai non un mero centro residenziale, ma anche di servizi (università, ospedale, e così via).
L'espansione di Enna Bassa è continua, e segue le due principali direttrici già dette, verso sud (Pergusa) e verso ovest (direzione Caltanissetta), ed è favorita sia dall'assenza di terreni edificabili nella città alta, che dalla enorme spinta propulsiva costituita dall'Università Kore di Enna.

## Storia
Enna Bassa nacque negli anni 1920 come insediamento di operai delle miniere e di agricoltori, che il governo Mussolini volle facilitare costruendo per loro alloggi popolari in un sito più vicino al luogo di lavoro.
Il nucleo originario gravitava intorno alla Chiesetta di Sant'Anna, che le diede il nome usato in passato; nel dopoguerra, vi si insediarono altri alloggi popolari, finché nei tardi anni 1970 non vi si costruirono residenze private e condomini, per sopperire alla mancanza di suolo nella parte alta della città.
L'espansione continuò nel decennio a venire, ma si rinforzò in maniera decisiva allorquando, nel 1995,  vi si stabilì il Polo Universitario. Da allora Enna Bassa ha conosciuto un inarrestabile allargamento a macchia d'olio, al che oggi, per importanza, è divenuta una sorta di seconda città.

## Sviluppo
Enna Bassa è un centro di primaria importanza a livello interprovinciale nei settori dei servizi universitari, del commercio all'ingrosso, della viabilità statale, del trasporto pubblico e dell'impiantistica sportiva.
Vi sono sorti, specie negli ultimi anni, decine di punti vendita all'ingrosso, due centri commerciali, un mercato settimanale e numerosi negozi che ne fanno il cuore commerciale ed economico della ex provincia regionale di Enna.
La sua posizione strategica al centro della Sicilia e all'incrocio tra due assi viari d'importanza regionale, la Centrale Sicula e la Enna-Piazza Armerina-Gela, e la sua vicinanza all'autostrada A19, rendono Enna Bassa uno snodo focale nella viabilità terrestre dell'entroterra siciliano.
Il suo Terminal Bus, inoltre, è capolinea di oltre 146 linee extra-urbane e 5 urbane di autobus, perlopiù gestite dalla SAIS Autolinee, che la collegano a decine di città in Sicilia oltreché Roma, Firenze, Napoli, Perugia, Genova e altri centri italiani ed europei, in Francia e Germania, con regolari servizi diretti.
I suoi impianti sportivi, inoltre, sono un punto di riferimento in ambito interprovinciale: a Enna Bassa sorgono Piscine coperte, un Campo di Atletica Leggera di rinomanza regionale e il Palazzetto dello Sport di Enna.

## Università
L'Università Kore di Enna è l'ente che dà maggior lustro ad Enna Bassa. L'UKE, in sigla, occupa numerosi fabbricati, moderni e specifici, nel cuore della città bassa, dove hanno sede le 6 facoltà, i 20 corsi di laurea, le aule, i laboratori, i parcheggi, gli impianti sportivi, le biblioteche e gli auditorium dell'Ateneo.
Grazie all'Università, Enna Bassa si è espansa notevolmente, e in meno di un decennio ha pressoché raddoppiato la sua superficie e triplicato la popolazione. Oggi la sua importanza di centro degli studi è enorme: accade che Enna Bassa sia popolata, per un totale vicino al 50% dei residenti, da studenti universitari fuori sede, che sono prossimi ai 10.000, di cui circa metà dell'ateneo ennese, mentre l'altra metà frequenta i corsi distaccati degli atenei palermitano e catanese.
La massa di giovani che vi risiede per studiare e divertirsi ha impresso un boom notevole alle attività commerciali ed edili di Enna Bassa.
L'Università ha infine portato qui illustrissimi personaggi: i Presidenti della Repubblica Carlo Azeglio Ciampi, Oscar Luigi Scalfaro e Sergio Mattarella, il senatore a vita Francesco Cossiga, il ministro Giuliano Amato,  oltreché popolari personalità culturali e musicali (Vittorio Sgarbi, Lucio Dalla, Franco Battiato, Dacia Maraini, Uto Ughi) e politico-istituzionali (Marcello Pera, Piero Fassino, Gianfranco Fini, Luciano Violante, ministri dell'area mediterranea, e molti altri.
Questo afflusso di popolari personaggi e la programmazione continua di seminari rende Enna Bassa il maggiore centro convegnistico della Sicilia centrale.

## Geografia fisica

### Territorio
Enna Bassa sorge sulle colline a valle di Enna, sul versante sud, e si colloca a un'altitudine variabile tra i 700 e i 650 m sul livello del mare, ovvero 250 metri sottostante rispetto al centro storico.
Dista 3 km dallo svincolo autostradale di Enna, e si sviluppa seguendo due direttrici: quella est-ovest della Strada statale 117 Centrale Sicula, che nel tratto urbano prende nome di viale Unità d'Italia, e quella nord-sud della Strada statale 561 Pergusina, che la collega a Pergusa. I due assi principali si incontrano nel cosiddetto quadrivio di S. Anna, dove intersecano anche la Sp1 (via Pergusa), principale via di collegamento con Enna alta.

### Clima
Ad Enna Bassa il clima è assai meno rigido rispetto al centro storico, situato circa 250–300 m più in alto.
La temperatura è in genere di 2-3 °C più dolce rispetto ad Enna alta, la nebbia è un fenomeno estremamente più raro e si verifica saltuariamente durante i mesi invernali. Le  precipitazioni sono copiose solo in inverno, nell'ambito di temporali, mentre la neve cade all'incirca una volta ogni anno, tra febbraio e marzo, e sempre più spesso ad essa si va sostituendo l'acquaneve o il nevischio. Pressoché assente o perlomeno rarissima è la grandine.

## Popolazione
Secondo i dati attualmente disponibili, Enna Bassa è popolata da 9.691
ab., cui vanno aggiunti alcuni dei 1208 ab. delle contrade circostanti e circa 10.000 studenti universitari che vi trascorrono generalmente cinque giorni la settimana pur non essendo iscritti all'anagrafe, e va inoltre associato un consistente numero di pendolari attratti dai numerosi posti di lavoro recentemente creatisi nell'università, nel florido commercio all'ingrosso, nelle scuole e nei servizi.
Il tasso di crescita è talmente sostenuto da rendere difficile il conteggio della popolazione effettiva, che supererebbe comunque i 20.000 ab., facendo di Enna Bassa una seconda città rispetto ad Enna stessa; il boom demografico, registratosi a partire dagli anni 1990 e tuttora decisamente in corso, è principalmente dovuto:
- alla disponibilità elevatissima di aree edificabili, al contrario di Enna Alta, il cui altipiano è ormai totalmente urbanizzato;
- alla presenza della quarta università siciliana e di impianti sportivi, istituti superiori ed aree commerciali all'ingrosso, tutti fattori che innalzano il valore delle case e attraggono investimenti notevoli da parte dei costruttori, sempre più propensi a fare espandere l'ex nucleo di Sant'Anna.